# ルース・ロッシュ (ファーモイ男爵夫人)
ルース・ロッシュ（Ruth Roche、1908年10月2日 - 1993年7月6日）は、イギリスの貴族。
ダイアナ元皇太子妃（チャールズ3世国王の前妻）の母方の祖母であり、ウィリアム皇太子、ヘンリー両王子の曾祖母、ジョージ王子、シャーロット王女、ルイ王子、アーチー・マウントバッテン＝ウィンザー、リリベット・マウントバッテン＝ウィンザーの高祖母にあたる。

## 生涯
ルース・ロッシュ(旧姓ギル)は、スコットランド出身の軍人ウィリアム・スミス・ギル大佐と彼の妻ルース(旧姓リトルジョン、デビッド・リトルジョンの娘)の娘で、アバディーンシャー州ビールドサイドのダレビティ・ハウスでルース・シルビア・ギルとして生まれた。
彼女はピアニストとして活躍する為に、1920年代にパリ音楽院でアルフレッド・コルトーの下で学んだ。
彼女の音楽キャリアは、裕福で25歳年上の第4代ファーモイ男爵モーリス・ロシュと出会い、結婚することになり、彼女のピアニストを目指して勉強する生活は終わりを迎えた。彼らは1931年9月17日にアバディーンシャー州ビールドサイドにあるセント・デベニック教会で結婚した。
また、結婚後も彼女は時折公共の場でピアノの演奏を披露することはあった。
彼女は1951年にキングス・リン芸術祭を設立し、25年間フェスティバルに密接に関わり続け、自身の孫の一人であるダイアナ元皇太子妃の義理の祖母になるエリザベス王太后（女王エリザベス2世の母、国王チャールズ3世の母方祖母）にそのパトロンになるように説得した。彼女は、キングスリン芸術祭協会の会長として、1952年1月に大英帝国勲章(OBE)を授与された。1956年、ルースはエリザベス王太后付き寝室女官に任命された。また、ロイヤル・ヴィクトリア勲章も授与された。
1969年、次女フランセス（ダイアナ元皇太子妃の母）がピーター・シャンド・キッドと不倫をし、シャンド・キッド夫人が夫ピーターの不倫を理由に離婚訴訟を起こし、裁判でフランセスは姦通の相手として糾弾され、ピーターは子供3人の親権を失ったあと、同年6月にオールソープ卿夫妻の訴訟が始まったが、シャンド・キッドの離婚訴訟で浮気が確定していた彼女の立場は悪かった。さらに娘の不倫に怒り心頭になっていたルースは、「娘婿が暴力を振るうところなど見たことがない」「娘には母親の資格がない」と証言した。

## 子孫
ファーモイ男爵夫妻には25歳も年の差があったものの、家庭生活は円満だった。彼女との間に以下の3子を儲ける。
- 第1子（長女）メアリー・シンシア閣下（1934年-）
- 第2子（次女）フランセス・ルース閣下（1936年-2004年）： 1954年に第8代スペンサー伯爵と結婚。ダイアナ元皇太子妃らを儲ける。
- 第3子（長男）エドムンド・ジェームズ（英語版） （1939年-1984年）：第5代ファーモイ男爵位を継承。